# Romanshorn
Romanshorn är en stad och kommun i distriktet Arbon i kantonen Thurgau i Schweiz. Kommunen har 11 728 invånare (2023). Romanshorn ligger vid Bodensjön.
Den 30 augusti 1912 utspelade sig ett skottdrama i staden, då tidigare soldaten Hermann Schwarz sköt ihjäl flera människor.
En majoritet (85,5 %) av invånarna är tyskspråkiga (2014). 31,9 % är katoliker, 28,1 % är reformert kristna och 40,1 % tillhör en annan trosinriktning eller saknar en religiös tillhörighet (2014).

## Kommunikationer
Järnvägsstationen har intercityförbindelse till Frauenfeld–Zürich och det finns dessutom regionaltågsförbindelser till Sankt Gallen, Rorschach och Schaffhausen. Orten saknar motorvägsanslutning men ligger vid de schweiziska huvudvägarna 13 och 14. Hamnen, som ligger nära järnvägsstationen, har året runt en regelbunden bilfärjeförbindelse till Friedrichshafen i Tyskland.